# Пайганы
Пайганы — подразделение легкой пехоты в сасанидской армии, составлявшие основную часть её пехотных сил. В мирное время корпус мог выполнять функции полиции.

## Вербовка
Пайганы были призывной силой, набранной из крестьянского населения Сасанидской империи. Ими руководили пайган-салары, Согласно Chronicon Anonymum, пайганы составляли подавляющее большинство армии сасанидского императора Хосрова I (120 из 183 тыс. солдат). Несмотря на то, что их называли пушечным мясом, пайганы часто использовались при осадах и служили пажами для саваранской кавалерии. Им также было поручено охранять обозы, осуществлять набеги и делать подкопы под стены. Эти войска, как правило, имели самый низкий боевой дух в сасанидской армии и собирались вместе для взаимной защиты.
В битве при Даре после поражения саваранской тяжелой кавалерии пайганы бросили свои щиты и бежали с поля боя. По данным арабских историков, во время битвы при Кадисии персидский полководец Рустам Фаррохзад отказался обеспечить пайганов едой и водой в ночь перед битвой, в то время, как в арабском лагере снабжали всех солдат, в том числе крестьян. Это может быть причиной того, что многие пайганы перешли на сторону арабов до и после битвы.

## Вооружение
Пайганы были легко вооружены: короткими легкими деревянными или плетеными щитами, шапками из варёной кожи и короткими копьями. Однако некоторые из пайганов были вооружены собственным оружием — сельскохозяйственным оборудованием, вроде вил, топоров и серпов. Пайганам не хватало приличной брони, что делало их очень уязвимыми в рукопашном бою. У них было бы мало шансов против римских войск, и против них Сасаниды использовали собственную тяжёлую пехоту.
Византийский полководец Велизарий следующим образом отзывался о персидском войске:
Правильно, что ты презираешь их. Ибо вся их пехота есть не что иное, как толпа жалких мужиков, идущих в бой ни для чего другого, как для того, чтобы прорыть стены... и вообще служить солдатами. По этой причине у них совсем нет оружия, которым они могли бы беспокоить своих противников, и они держат перед собой только эти огромные щиты и огромных слонов.
Живший в IV в. историк Аммиан Марцеллин следующим образом описал сасанидские войска:
С рассветом железные доспехи закрыли от нас весь горизонт, и боевая линия в тесном строю стала надвигаться не беспорядочно, как прежде, но равномерно под тихий звук труб; их прикрывали штурмовые крыши, а впереди находились фашинные прикрытия.
В римских источниках профессиональную сасанидскую пехоту и крестьянское ополчение часто путали как единую силу. Присутствие пайганов в государственных списках предполагает, что они были оплачиваемой профессиональной силой.